# Ukraina-institutet
Ukraina-institutet (på ukrainska Український інститут, Ukrayinsʹkyy instytut) är ett statsägt institut som representerar den ukrainska kulturen utomlands. Det grundades år 2017. Antal anställda är 43 och institutets nuvarande generaldirektör är Volodymyr Sheiko.
Enligt sina stadgar är institutets uppgift att lyfta fram Ukraina och dess kultur utomlands, hjälpa dem professionella att hitta arbete i Ukraina och främja studerande av det ukrainska språket.
Verksamheten infördes år 2018 då institutet hade 35 anställda. Det fungerar under Ukrainas utrikesministeriet..
Året 2020 hade institutet verksamhet i 11 olika länder.